# Kamloops Memorial Arena

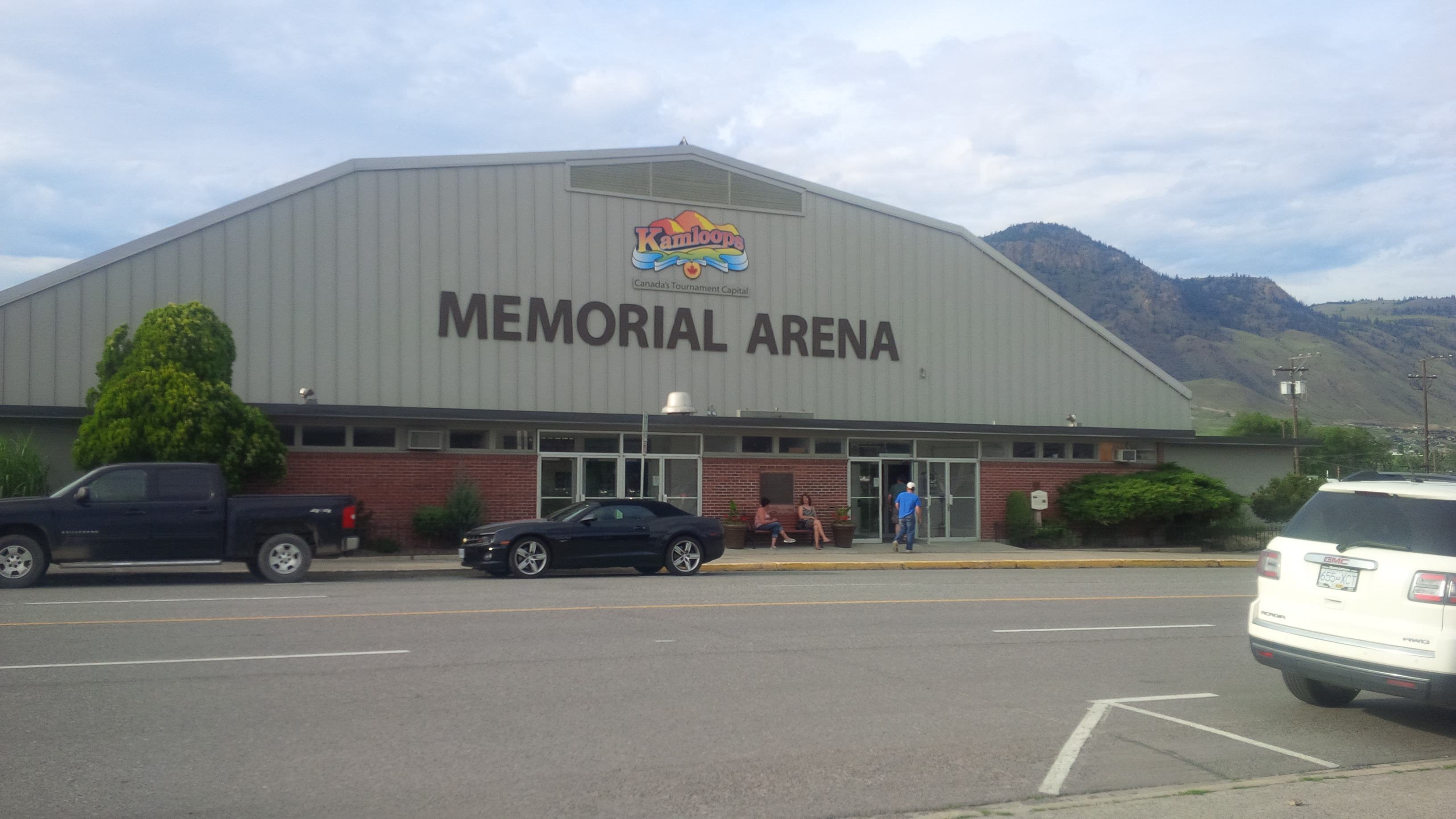
Die Kamloops Memorial Arena

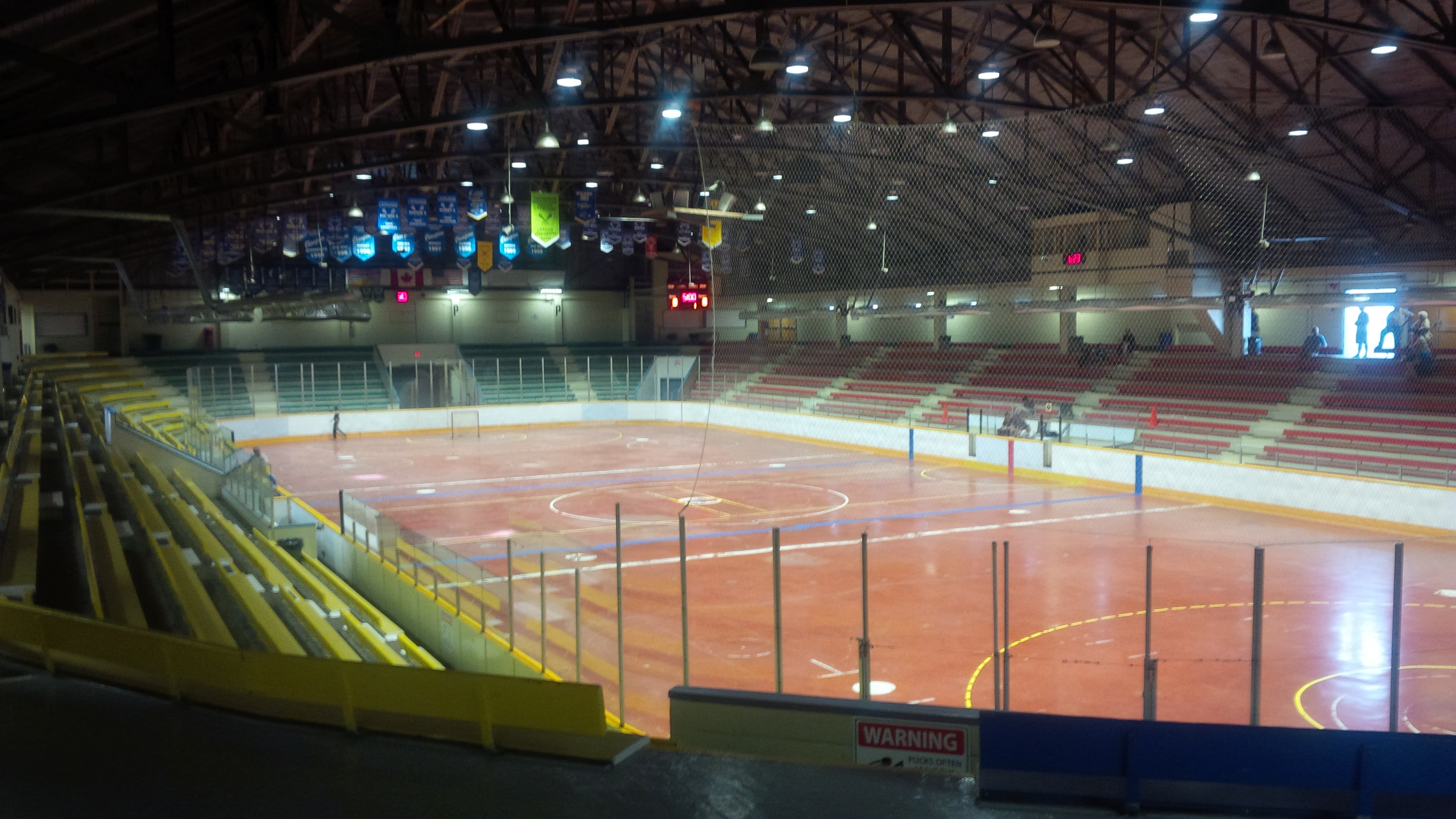
Innenansicht

Die Kamloops Memorial Arena ist ein 1948 bis 1949 erbautes Eishockeystadion in Kamloops, Kanada.
Das Eisstadion ersetzte dabei frühere Spielstätten in und um Kamloops und war in den folgenden Jahrzehnten Heimspielstätte verschiedener Teams der Western Canada Hockey League: der Kamloops Chiefs (1973–1977); der Junior Oilers (1981–1984) und der Kamloops Blazers (gegründet 1984).
Das letzte reguläre Liga-Spiel der Blazers fand im März 1992 in der Arena statt, bevor sie durch das damals neu erbaute Sandman Centre ersetzt wurde. Heute dient die Memorial Arena unter anderem als Basketballarena und Heimstätte der Kamloops Midget AAA Lions.